# Curchorem Cacora
Curchorem Cacora là một thành phố và là nơi đặt hội đồng đô thị (municipal council) của quận South Goa thuộc bang Goa, Ấn Độ.

## Nhân khẩu
Theo điều tra dân số năm 2001 của Ấn Độ, Curchorem Cacora có dân số 21.398 người. Phái nam chiếm 51% tổng số dân và phái nữ chiếm 49%. Curchorem Cacora có tỷ lệ 74% biết đọc biết viết, cao hơn tỷ lệ trung bình toàn quốc là 59,5%: tỷ lệ cho phái nam là 79%, và tỷ lệ cho phái nữ là 68%. Tại Curchorem Cacora, 12% dân số nhỏ hơn 6 tuổi.